# Тота Венкова
Тота Венкова Чехларова е първата българка – дипломиран лекар. Нейният живот е пример в българската история за жена със социално значима професия, благодетелка и благотворителка.
За нея Петър Иванов Колев пише в книгата си „Бележити българки“ (1933): „Скромна, тиха, милозлива и всякога сърдечна, тя вървяла неотстъпно и безшумно по своя път да стопля сърцата на безутешните и да облекчава страданията и болките. В това отношение тя беше еднакво лекар на организма и душата на страдащия.“

## Биография
Тота Венкова е родена през 1855 г. в Габрово в семейството на Мария и Венко Чехларя. Тя осиротява рано и живее при семейството на своята сестра – Радка и Нестор Миневски.
През 1871 г. започва да учи в главното девическо училище в Габрово като стипендиантка на женското благотворително дружество „Майчина грижа“, при условие да стане учителка, където бъде разпределена.
През 1873 г. Тота Венкова завършва с отличие и Училищното настоятелство я назначава в 5-класното девическо училище, където тя учителства до 1878 г. По време на Руско – Турската Освободителна война Тота Венкова е самарянка във военния лазарет (Априловска гимназия). Това е времето и мястото, когато у младата жена назрява желанието да посвети живота си на страдащите.
По време на войната в дома на сестра ѝ е настанен раненият руски лекар Пясецкий, който забелязва нейните способности и настоява пред близките ѝ да бъде изпратена на обучение в Русия. През 1878 г. Тота Венков отправя молба към Дамското благотворително дружество в Санкт Петербург с горещо желание да се посвети на медицината. На 15 септември, същата година, Габровският градски управителен съвет издава на Т. Венкова свидетелство за учителстването ѝ в Габрово и заедно със свидетелството за завършване на петокласното Габровско девическо училище заминава да учи медицина в Санкт Петербург със стипендия от 300 рубли и платени пътни разходи.
Още първата година Тота Венкова заболява от тежко белодробно възпаление и се връща в България, губейки стипендията си.
След 5 – годишно прекъсване се завръща в Санкт Петербург и продължава следването си вече като стипендиантка на българското Министерство на Просвещението. През 1886 г. тя се дипломира с отличие. Счита се за първата българка с висше медицинско образование след Освобождението. Връща се в България и работи в болниците в Русе, Търново, Варна и София (1886 – 1893).
През 1893 г. отива на едногодишна специализация по детски и вътрешни болести в Петербург. По-късно във Виена придобива специалност по акушерство и гинекология. След завръщането си в България тя се установява в София. Участва в основаването на първите акушерски курсове към „Червения кръст“ и преподава в тях.
В периода 1899 – 1900 г. работи като училищен лекар при Софийска девическа гимназия. По здравословни причини напуска държавната лекарска служба през 1901 г. и преминава на частна практика в двуетажната си къща на ъгъла на ул. Солунска 13 и ул. Христо Белчев, където открива безплатна женска консултация. Там тя приютява бедни и изоставени жени, за които се грижи и лекува.
Самата д-р Тота Венкова не създава семейство, но помага на племенниците си – Тота, Иван и Кина да получат добро образование.
В края на живота си д-р Тота Венкова завещава цялото свое имущество на народа си. Според оставеното от нея завещание, което се изпълнява едва през 1932 г., тя дарява на Софийския университет 40 000 лв. (тогавашни пари), на Искрецкия санаториум за гръдно болни „Фердинанд I“ – 500 000 лв., за да се обзаведе павилион с 40 легла за лечение на туберкулозни деца и на Габровското девическо училище – 500 000 лв.
Умира на 23 декември 1921 г.
През 1997 г. мощите на д-р Тота Венкова се пренасят в родно Габрово.

## Признание
Габровската окръжна болница, днес МБАЛ, носи името ѝ. на 12 май 2005 г. по случай 150 години от нейното рождение лекарката е обявена за почетен гражданин на Габрово. Поставена е паметна плоча в центъра на града, в сградата, в която тя е живяла.
Идеята за пренасяне на мощите на д-р Тота Венкова от Софийските гробища в родния ѝ град е още 1985 г. Тогава главният лекар на Окръжна обединена болница „Д-р Тота Венкова“ д-р Кольо Станчев пише писмо до д-р Александър Несторов – племенник на Тота Венкова, с предложение за пренасяне на нейните мощи в двора на болницата.
През 1996 г. д-р Александър Несторов търси дружество „Майчина грижа“, за да предложи тази идея. Подготовката за ритуално препогребване на костите на Тота Венкова в двора на кино „Майчина грижа“ (на мястото на съборената му сграда е построен Мол Габрово, бел. ред.) започва веднага. В края на същата година юбилейният брой на в. „Първата“ е издаден от Донка Ботева и Ганчо Танев. Средствата за него се поемат от фонд „13 века България“ и Лекарския съюз. Година по-късно на 29 май 1997 г. „Габрово преживява истински вълнуващо събитие“. Три дни мощите на Тота Венкова остават в църквата „Света Троица“ и храмът се пълни с габровци. Опелото се извършва от четирима свещеници, литийното шествие тръгва от мястото, където Тота е учила като дете. „По пътя през целия град се присъединяват още и още хора, които искат да бъдат съпричастни на събитието.“
В словото си нейният племенник д-р Александър Несторов казва: „С това възпоменание ние отдаваме заслуженото не само на първата българка лекарка, но и на възрожденката, хуманистката, общественичката и носителка на нови, прогресивни идеи в ранните години след Освобождението на България.“
Надписът под барелефа на надгробния ѝ паметник, написан от изпълнителя на нейното завещание Михаил Теофилов – писател и неин братовчед – гласи: „Д-р Тота Венкова, първата българка лекарка от Габрово, починала на 23 декември 1921 г. Лекарка на болните, приятелка на бедните, майка на безприютните! Мир на праха ѝ!“ 
Приложен текст от завещанието на д-р Тота Венкова:
„Моята последна воля. В името на Бога Всевишнаго
Днес, 02. 02, 1920 г. ........................ по своя воля излагам как да се постъпи след смъртта ми с моето недвижимо имущество, което се състои от:
1. Моя собствена двуетажна къща в София, на ъгъла на улица Солун и Белчев.
2. Бащината ми къща и градина в Габрово ............ да се предаде на най-добрия санаториум в България за гърдоболни, другата половина на женското училище в Габрово....“[1]